# Nathaniel (häst)
Nathaniel, född 24 april 2008, är ett engelskt fullblod som tävlade mellan 2010 och 2012. Han föddes på Irland och tränades under tävlingskarriären i Storbritannien av John Gosden. 

## Karriär
Nathaniel tävlade mellan 2010 och 2012 och sprang in 1,4 miljoner pund på 11 starter, varav 4 segrar, 5 andraplatser och 1 tredjeplats. Han tog sina största segrar i King Edward VII Stakes (2011), King George VI och Queen Elizabeth Stakes (2011) och Eclipse Stakes (2012).
Nathaniel föddes upp på Irland av Kincorth Investments, ett företag som ägdes av Lady Rothschild. Han fick sitt namn efter hans ägares son Nathaniel Philip Rothschild. Nathaniel sattes i träning hos John Gosden i Newmarket. Han reds i alla sina löp av den norskfödda jockeyn William Buick. Under sin tävlingskarriär var han ofta rival till den obesegrade Frankel.
Som avelshingst har han bland annat lämnat efter sig stoet Enable, som bland annat tagit två segrar i Prix de l'Arc de Triomphe.